# Lelio Dalla Volpe
Lelio Dalla Volpe, aussi appelé Lelio Della Volpe, né le 17 septembre 1685 à Bologne et mort le 6 octobre 1749 dans la même ville, est un imprimeur et éditeur italien du XVIIIe siècle.

## Biographie
Il œuvrait principalement à Bologne. Lorsqu'il est mort, c'est son fils Petronio qui est devenu responsable de la compagnie d'impression.